# 內閣大學士
內閣大學士為中國清朝官制之一，品等為正一品。1659年，清政府將文館與內三院統一且更名為內閣，其內閣設大學士。滿人與漢人各兩名。大學士於1730年代乾隆朝時，成為三殿三閣定制。事實上，內閣大學士有票擬之權，可說是清朝的實際宰相。